# Dreiband Grand Prix 1992/9
Der Dreiband Grand Prix 1992/9 war das 42. Turnier in dieser Disziplin des Karambolagebillards und fand vom 15. bis zum 18. Oktober 1992 in Prag statt.
Das UMB/CEB-Turnier wurde als CEB-GRAND-PRIX DREIBAND ausgetragen.

## Geschichte
Der Niederländer Raimond Burgman gewann in Prag sein erstes Grand-Prix-Turnier. Im Finale bezwang er den Franzosen Francis Connesson mit 3:2 Sätzen. Das Spiel um Platz drei gewann der Hamburger Maximo Aguirre nach 0:2-Satzrückstand noch mit 3:2 gegen den Wiener Franz Stenzel.

## Turniermodus
Vor der Gruppenphase wurde eine Qualifikation gespielt. In der Qualifikation und in der Gruppenphase wurden zwei Gewinnsätze und ab dem Viertelfinale drei Gewinnsätze gespielt.

## Vorrunde

### Gruppenphase
| Abschlusstabelle Gruppe A | Abschlusstabelle Gruppe A | Abschlusstabelle Gruppe A | Abschlusstabelle Gruppe A | Abschlusstabelle Gruppe A | Abschlusstabelle Gruppe A | Abschlusstabelle Gruppe A | Abschlusstabelle Gruppe A |
| Platz                     | Name                      | MP                        | SP                        | Pkte.                     | Aufn.                     | GD                        | HS                        |
| ------------------------- | ------------------------- | ------------------------- | ------------------------- | ------------------------- | ------------------------- | ------------------------- | ------------------------- |
| 1                         | Francis Connesson         | 4                         | 5:3                       | 103                       | 103                       | 1,000                     | 7                         |
| 2                         | Ad Broeders               | 4                         | 5:3                       | 100                       | 95                        | 1,053                     | 10                        |
| 3                         | Arie Weyenburg            | 4                         | 4:3                       | 82                        | 71                        | 1,155                     | 8                         |
| 4                         | Norbert Ohagen            | 0                         | 1:6                       | 67                        | 77                        | 0,870                     | 6                         |

| Abschlusstabelle Gruppe B | Abschlusstabelle Gruppe B | Abschlusstabelle Gruppe B | Abschlusstabelle Gruppe B | Abschlusstabelle Gruppe B | Abschlusstabelle Gruppe B | Abschlusstabelle Gruppe B | Abschlusstabelle Gruppe B |
| Platz                     | Name                      | MP                        | SP                        | Pkte.                     | Aufn.                     | GD                        | HS                        |
| ------------------------- | ------------------------- | ------------------------- | ------------------------- | ------------------------- | ------------------------- | ------------------------- | ------------------------- |
| 1                         | Maximo Aguirre            | 6                         | 6:1                       | 99                        | 90                        | 1,100                     | 10                        |
| 2                         | Dick van Uum              | 4                         | 5:3                       | 103                       | 103                       | 1,000                     | 7                         |
| 3                         | Eric Sternheim            | 2                         | 2:5                       | 59                        | 93                        | 0,634                     | 4                         |
| 4                         | Ben Velthuis              | 0                         | 2:6                       | 99                        | 131                       | 0,756                     | 7                         |

| Abschlusstabelle Gruppe C | Abschlusstabelle Gruppe C | Abschlusstabelle Gruppe C | Abschlusstabelle Gruppe C | Abschlusstabelle Gruppe C | Abschlusstabelle Gruppe C | Abschlusstabelle Gruppe C | Abschlusstabelle Gruppe C |
| Platz                     | Name                      | MP                        | SP                        | Pkte.                     | Aufn.                     | GD                        | HS                        |
| ------------------------- | ------------------------- | ------------------------- | ------------------------- | ------------------------- | ------------------------- | ------------------------- | ------------------------- |
| 1                         | Hans Laursen              | 6                         | 6:1                       | 104                       | 98                        | 1,061                     | 7                         |
| 2                         | Henk Habraken             | 4                         | 4:3                       | 82                        | 109                       | 0,752                     | 7                         |
| 3                         | Jacob Sörensen            | 2                         | 4:4                       | 106                       | 127                       | 0,835                     | 11                        |
| 4                         | J. Vórós                  | 0                         | 0:6                       | 37                        | 91                        | 0,407                     | 4                         |

| Abschlusstabelle Gruppe D | Abschlusstabelle Gruppe D | Abschlusstabelle Gruppe D | Abschlusstabelle Gruppe D | Abschlusstabelle Gruppe D | Abschlusstabelle Gruppe D | Abschlusstabelle Gruppe D | Abschlusstabelle Gruppe D |
| Platz                     | Name                      | MP                        | SP                        | Pkte.                     | Aufn.                     | GD                        | HS                        |
| ------------------------- | ------------------------- | ------------------------- | ------------------------- | ------------------------- | ------------------------- | ------------------------- | ------------------------- |
| 1                         | Paul Stroobants           | 6                         | 6:1                       | 101                       | 100                       | 1,010                     | 7                         |
| 2                         | Koen Ceulemans            | 4                         | 5:2                       | 99                        | 94                        | 1,053                     | 7                         |
| 3                         | Thomas Magnussen          | 2                         | 2:5                       | 65                        | 114                       | 0,570                     | 6                         |
| 4                         | Stephan Kohout            | 0                         | 1:6                       | 54                        | 106                       | 0,509                     | 4                         |

| Abschlusstabelle Gruppe E | Abschlusstabelle Gruppe E | Abschlusstabelle Gruppe E | Abschlusstabelle Gruppe E | Abschlusstabelle Gruppe E | Abschlusstabelle Gruppe E | Abschlusstabelle Gruppe E | Abschlusstabelle Gruppe E |
| Platz                     | Name                      | MP                        | SP                        | Pkte.                     | Aufn.                     | GD                        | HS                        |
| ------------------------- | ------------------------- | ------------------------- | ------------------------- | ------------------------- | ------------------------- | ------------------------- | ------------------------- |
| 1                         | Raimond Burgman           | 4                         | 5:3                       | 104                       | 95                        | 1,095                     | 7                         |
| 2                         | Christian Rudolph         | 4                         | 5:3                       | 100                       | 85                        | 1,176                     | 10                        |
| 3                         | Philippe Bouvier          | 4                         | 5:4                       | 106                       | 116                       | 0,914                     | 9                         |
| 4                         | J Heimann                 | 0                         | 1:6                       | 68                        | 119                       | 0,571                     | 4                         |

| Abschlusstabelle Gruppe F | Abschlusstabelle Gruppe F | Abschlusstabelle Gruppe F | Abschlusstabelle Gruppe F | Abschlusstabelle Gruppe F | Abschlusstabelle Gruppe F | Abschlusstabelle Gruppe F | Abschlusstabelle Gruppe F |
| Platz                     | Name                      | MP                        | SP                        | Pkte.                     | Aufn.                     | GD                        | HS                        |
| ------------------------- | ------------------------- | ------------------------- | ------------------------- | ------------------------- | ------------------------- | ------------------------- | ------------------------- |
| 1                         | Franz Stenzel             | 6                         | 6:2                       | 101                       | 112                       | 0,902                     | 6                         |
| 2                         | Jorge Theriaga            | 4                         | 5:5                       | 87                        | 78                        | 1,115                     | 6                         |
| 3                         | Kjeld Sögaard             | 2                         | 3:4                       | 92                        | 103                       | 0,893                     | 6                         |
| 4                         | Zoltan Kovác              | 0                         | 0:6                       | 35                        | 68                        | 0,515                     | 3                         |

| Abschlusstabelle Gruppe G | Abschlusstabelle Gruppe G | Abschlusstabelle Gruppe G | Abschlusstabelle Gruppe G | Abschlusstabelle Gruppe G | Abschlusstabelle Gruppe G | Abschlusstabelle Gruppe G | Abschlusstabelle Gruppe G |
| Platz                     | Name                      | MP                        | SP                        | Pkte.                     | Aufn.                     | GD                        | HS                        |
| ------------------------- | ------------------------- | ------------------------- | ------------------------- | ------------------------- | ------------------------- | ------------------------- | ------------------------- |
| 1                         | Andreas Efler             | 6                         | 6:1                       | 96                        | 112                       | 0,857                     | 5                         |
| 2                         | Stany Buyle               | 4                         | 4:2                       | 68                        | 86                        | 0,791                     | 7                         |
| 3                         | Edgar Bettzieche          | 2                         | 2:4                       | 67                        | 81                        | 0,827                     | 6                         |
| 4                         | Ivo Gazdos                | 0                         | 1:6                       | 77                        | 101                       | 0,762                     | 6                         |

| Abschlusstabelle Gruppe H | Abschlusstabelle Gruppe H | Abschlusstabelle Gruppe H | Abschlusstabelle Gruppe H | Abschlusstabelle Gruppe H | Abschlusstabelle Gruppe H | Abschlusstabelle Gruppe H | Abschlusstabelle Gruppe H |
| Platz                     | Name                      | MP                        | SP                        | Pkte.                     | Aufn.                     | GD                        | HS                        |
| ------------------------- | ------------------------- | ------------------------- | ------------------------- | ------------------------- | ------------------------- | ------------------------- | ------------------------- |
| 1                         | Hans-Jürgen Kühl          | 6                         | 6:2                       | 112                       | 110                       | 1,018                     | 11                        |
| 2                         | Johann Schirmbrand        | 4                         | 5:4                       | 119                       | 127                       | 0,937                     | 8                         |
| 3                         | Louis Havermans           | 2                         | 4:5                       | 116                       | 116                       | 1,000                     | 11                        |
| 4                         | Rainer Mikolajczak        | 0                         | 2:6                       | 70                        | 89                        | 0,787                     | 7                         |

## Endrunde

### K.-o.-Phase
Im Folgenden ist der Turnierbaum der Finalrunde aufgelistet. Legende: 1. Satz/2. Satz/3. Satz/4. Satz/5. Satz/(ED)

|  | Viertelfinale 3 GS bis 15 | Viertelfinale 3 GS bis 15 |                      |                       | Halbfinale 3 GS bis 15 | Halbfinale 3 GS bis 15 |  |  | Finale 3 GS bis 15 | Finale 3 GS bis 15 |
|  |                           |                           |                      |                       |                        |                        |  |  |                    |                    |
|  |                           |                           |                      |                       |                        |                        |  |  |                    |                    |
|  | Francis Connesson         | 15/13/15/15(1,318)        |                      |                       |                        |                        |  |  |                    |                    |
|  | Francis Connesson         | 15/13/15/15(1,318)        |                      |                       |                        |                        |  |  |                    |                    |
|  | Hans-Jürgen Kühl          | 8/15/5/10(0,884)          |                      |                       |                        |                        |  |  |                    |                    |
|  | Hans-Jürgen Kühl          | 8/15/5/10(0,884)          | Francis Connesson    | 10/14/15/15/15(0,986) |                        |                        |  |  |                    |                    |
|  |                           |                           | Francis Connesson    | 10/14/15/15/15(0,986) |                        |                        |  |  |                    |                    |
|  |                           | Franz Stenzel             | 15/15/11/9/11(0,871) |                       |                        |                        |  |  |                    |                    |
|  | Hans Laursen              | Franz Stenzel             | 15/15/11/9/11(0,871) | 15/14/12/14(1,019)    |                        |                        |  |  |                    |                    |
|  | Hans Laursen              |                           |                      | 15/14/12/14(1,019)    |                        |                        |  |  |                    |                    |
|  | Franz Stenzel             | 12/15/15/15(1,036)        |                      |                       |                        |                        |  |  |                    |                    |
|  |                           |                           | Francis Connesson    | 1/15/4/15/14(1,451)   |                        |                        |  |  |                    |                    |
|  |                           |                           |                      | Raimond Burgman       | 15/8/15/7/15(1,500)    |                        |  |  |                    |                    |
|  | Maximo Aguirre            | 15/15/15(1,731)           |                      |                       |                        |                        |  |  |                    |                    |
|  | Andreas Efler             | 7/6/8(0,840)              |                      |                       |                        |                        |  |  |                    |                    |
|  | Andreas Efler             | 7/6/8(0,840)              | Maximo Aguirre       | 8/15/15/7/6(0,879)    |                        |                        |  |  |                    |                    |
|  |                           |                           | Maximo Aguirre       | 8/15/15/7/6(0,879)    | Spiel um Platz 3       |                        |  |  |                    |                    |
|  |                           | Raimond Burgman           | 15/6/12/15/15(1,068) |                       |                        |                        |  |  |                    |                    |
|  | Paul Stroobants           | Raimond Burgman           | 15/6/12/15/15(1,068) | 15/5/13/15/6(0,885)   | Franz Stenzel          | 15/15/2/8/5(0,771)     |  |  |                    |                    |
|  | Paul Stroobants           |                           |                      | 15/5/13/15/6(0,885)   | Franz Stenzel          | 15/15/2/8/5(0,771)     |  |  |                    |                    |
|  | Raimond Burgman           | 12/15/15/9/15(1,086)      |                      | Maximo Aguirre        | 13/12/15/15/15(1,186)  |                        |  |  |                    |                    |
|  | Raimond Burgman           | 12/15/15/9/15(1,086)      |                      |                       | 13/12/15/15/15(1,186)  |                        |  |  |                    |                    |
|  |                           |                           |                      |                       |                        |                        |  |  |                    |                    |

## Abschlusstabelle
| MP    | Match Points (Sieger = 2; Unentschieden = 1; Verlierer = 0) |
| Pkte. | Erzielte Karambolagen                                       |
| Aufn. | Benötigte Versuche                                          |
| GD    | Generaldurchschnitt                                         |
| BED   | Bester Einzeldurchschnitt eines Spielers                    |
| HS    | Höchstserie                                                 |
|       | Bester GD des Turniers                                      |
|       | Bester ED des Turniers                                      |
|       | Beste HS des Turniers                                       |
|       | 1. Platz (Gold)                                             |
|       | 2. Platz (Silber)                                           |
|       | 3. Platz (Bronze)                                           |

| Phase           | Platz | Name               | MP | SP   | Pkte | Aufn. | GD    | BED   | HS | RP  |
| --------------- | ----- | ------------------ | -- | ---- | ---- | ----- | ----- | ----- | -- | --- |
| Finale          | 1     | Raimond Burgman    | 10 | 14:9 | 293  | 255   | 1,149 | 1,500 | 11 | 9,0 |
| Finale          | 2     | Francis Connesson  | 8  | 13:9 | 279  | 256   | 1,090 | 1,318 | 9  | 7,0 |
| Halb- finale    | 3     | Maximo Aguirre     | 10 | 14:6 | 265  | 233   | 1,137 | 1,731 | 10 | 5,5 |
| Halb- finale    | 4     | Franz Stenzel      | 8  | 13:9 | 264  | 295   | 0,895 | 1,036 | 6  | 4,5 |
| Viertel- finale | 5     | Paul Stroobants    | 6  | 8:4  | 155  | 161   | 0,963 | -     | 7  | 3,5 |
| Viertel- finale | 6     | Hans Laursen       | 6  | 7:4  | 159  | 152   | 1,046 | -     | 7  | 3,0 |
| Viertel- finale | 7     | Hans-Jürgen Kühl   | 6  | 7:5  | 150  | 153   | 0,980 | -     | 11 | 2,5 |
| Viertel- finale | 8     | Andreas Efler      | 6  | 6:4  | 117  | 137   | 0,854 | -     | 5  | 2,0 |
| Gruppen- phase  | 9     | Koen Ceulemans     | 4  | 5:2  | 99   | 84    | 1,053 | -     | 7  | 1,5 |
| Gruppen- phase  | 10    | Jorge Theriaga     | 4  | 5:2  | 87   | 78    | 1,115 | -     | 6  | 1,5 |
| Gruppen- phase  | 11    | Dick van Uum       | 4  | 5:3  | 103  | 103   | 1,000 | -     | 7  | 1,5 |
| Gruppen- phase  | 12    | Christian Rudolph  | 4  | 5:3  | 100  | 85    | 1,176 | -     | 10 | 1,5 |
| Gruppen- phase  | 13    | Ad Broeders        | 4  | 5:3  | 100  | 95    | 1,053 | -     | 10 | 1,0 |
| Gruppen- phase  | 14    | Stany Buyle        | 4  | 4:2  | 68   | 86    | 0,791 | -     | 7  | 1,0 |
| Gruppen- phase  | 15    | Johann Schirmbrand | 4  | 5:4  | 119  | 127   | 0,937 | -     | 8  | 1,0 |
| Gruppen- phase  | 16    | Henk Habraken      | 4  | 4:3  | 82   | 109   | 0,752 | -     | 7  | 1,0 |